# Centro di profitto
Il centro di profitto è una parte di una impresa a cui viene associato il suo profitto.
In dettaglio è un'area della società che viene trattata come un business separato. I profitti e le perdite per un centro di profitto sono calcolate separatamente.
Un responsabile del centro di profitto è chiamato a rispondere sia dei ricavi, che delle spese, e quindi, dei profitti.
La prima persona a coniare il termine "centro di profitto" (profit center) fu Peter Drucker nel 1945.